# L'Hôpital-le-Grand
L'Hôpital-le-Grand és un municipi francès situat al departament del Loira i a la regió d'Alvèrnia-Roine-Alps. L'any 2007 tenia 900 habitants.

## Demografia

### Població
El 2007 la població de fet de L'Hôpital-le-Grand era de 900 persones. Hi havia 292 famílies de les quals 40 eren unipersonals (28 homes vivint sols i 12 dones vivint soles), 76 parelles sense fills, 156 parelles amb fills i 20 famílies monoparentals amb fills.
La població ha evolucionat segons el següent gràfic:
Habitants censats

### Habitatges
El 2007 hi havia 333 habitatges, 306 eren l'habitatge principal de la família, 16 eren segones residències i 11 estaven desocupats. 320 eren cases i 11 eren apartaments. Dels 306 habitatges principals, 256 estaven ocupats pels seus propietaris, 48 estaven llogats i ocupats pels llogaters i 2 estaven cedits a títol gratuït; 1 tenia una cambra, 8 en tenien dues, 21 en tenien tres, 93 en tenien quatre i 183 en tenien cinc o més. 242 habitatges disposaven pel capbaix d'una plaça de pàrquing. A 106 habitatges hi havia un automòbil i a 187 n'hi havia dos o més.

### Piràmide de població
La piràmide de població per edats i sexe el 2009 era:
| Homes | Edats   | Dones |
| ----- | ------- | ----- |
| 0     | 95 o +  | 2     |
| 0     | 90 a 94 | 0     |
| 4     | 85 a 89 | 4     |
| 1     | 80 a 84 | 1     |
| 3     | 75 a 79 | 3     |
| 7     | 70 a 74 | 6     |
| 12    | 65 a 69 | 9     |
| 11    | 60 a 64 | 6     |
| 16    | 55 a 59 | 11    |
| 22    | 50 a 54 | 21    |
| 23    | 45 a 49 | 27    |
| 28    | 40 a 44 | 26    |
| 35    | 35 a 39 | 32    |
| 21    | 30 a 34 | 29    |
| 15    | 25 a 29 | 17    |
| 14    | 20 a 24 | 7     |
| 14    | 15 a 19 | 23    |
| 42    | 10 a 14 | 25    |
| 19    | 5 a 9   | 32    |
| 16    | 0 a 4   | 10    |

## Economia
El 2007 la població en edat de treballar era de 587 persones, 464 eren actives i 123 eren inactives. De les 464 persones actives 431 estaven ocupades (235 homes i 196 dones) i 33 estaven aturades (11 homes i 22 dones). De les 123 persones inactives 27 estaven jubilades, 55 estaven estudiant i 41 estaven classificades com a «altres inactius».

### Ingressos
El 2009 a L'Hôpital-le-Grand hi havia 312 unitats fiscals que integraven 923,5 persones, la mediana anual d'ingressos fiscals per persona era de 17.943 €.

### Activitats econòmiques
Dels 25 establiments que hi havia el 2007, 10 eren d'empreses de construcció, 2 d'empreses de comerç i reparació d'automòbils, 1 d'una empresa d'hostatgeria i restauració, 1 d'una empresa financera, 5 d'empreses de serveis, 4 d'entitats de l'administració pública i 2 d'empreses classificades com a «altres activitats de serveis».
Dels 13 establiments de servei als particulars que hi havia el 2009, 2 eren paletes, 2 guixaires pintors, 2 fusteries, 1 lampisteria, 2 electricistes, 2 perruqueries, 1 veterinari i 1 restaurant.
L'únic establiment comercial que hi havia el 2009 era una botiga de menys de 120 m².
L'any 2000 a L'Hôpital-le-Grand hi havia 24 explotacions agrícoles que ocupaven un total de 781 hectàrees.

## Equipaments sanitaris i escolars
El 2009 hi havia una escola elemental integrada dins d'un grup escolar amb les comunes properes formant una escola dispersa.

## Poblacions més properes
El següent diagrama mostra les poblacions més properes.